# Ferocactus pilosus
Ferocactus pilosus är en kaktusväxtart som först beskrevs av Henri Guillaume Galeotti, och fick sitt nu gällande namn av Erich Werdermann. Ferocactus pilosus ingår i släktet Ferocactus och familjen kaktusväxter. Inga underarter finns listade i Catalogue of Life.

## Bildgalleri

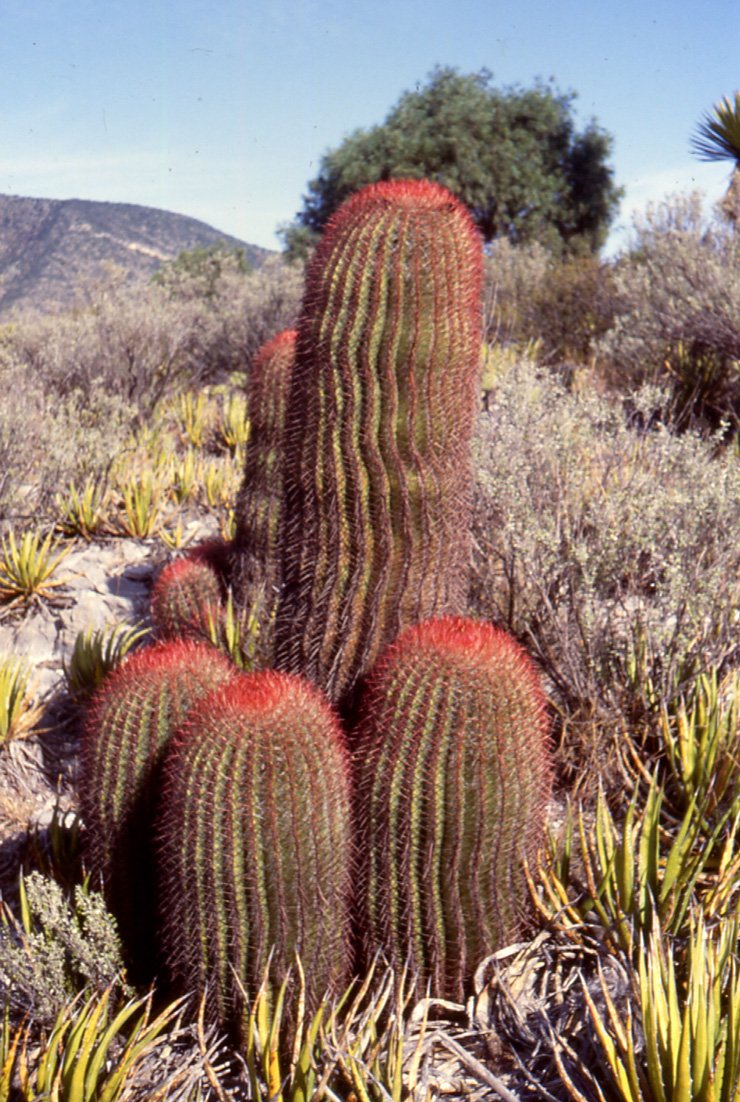
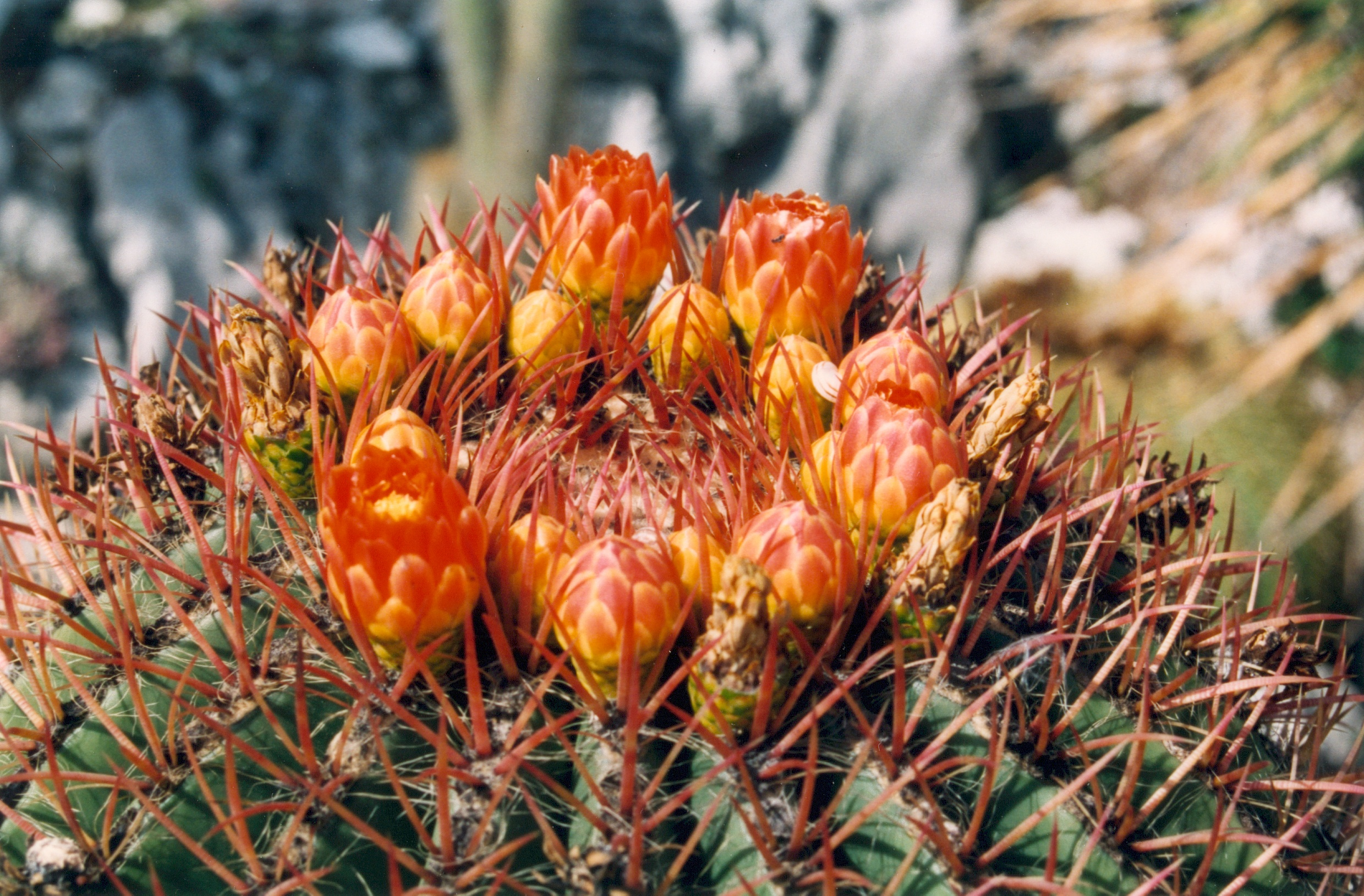
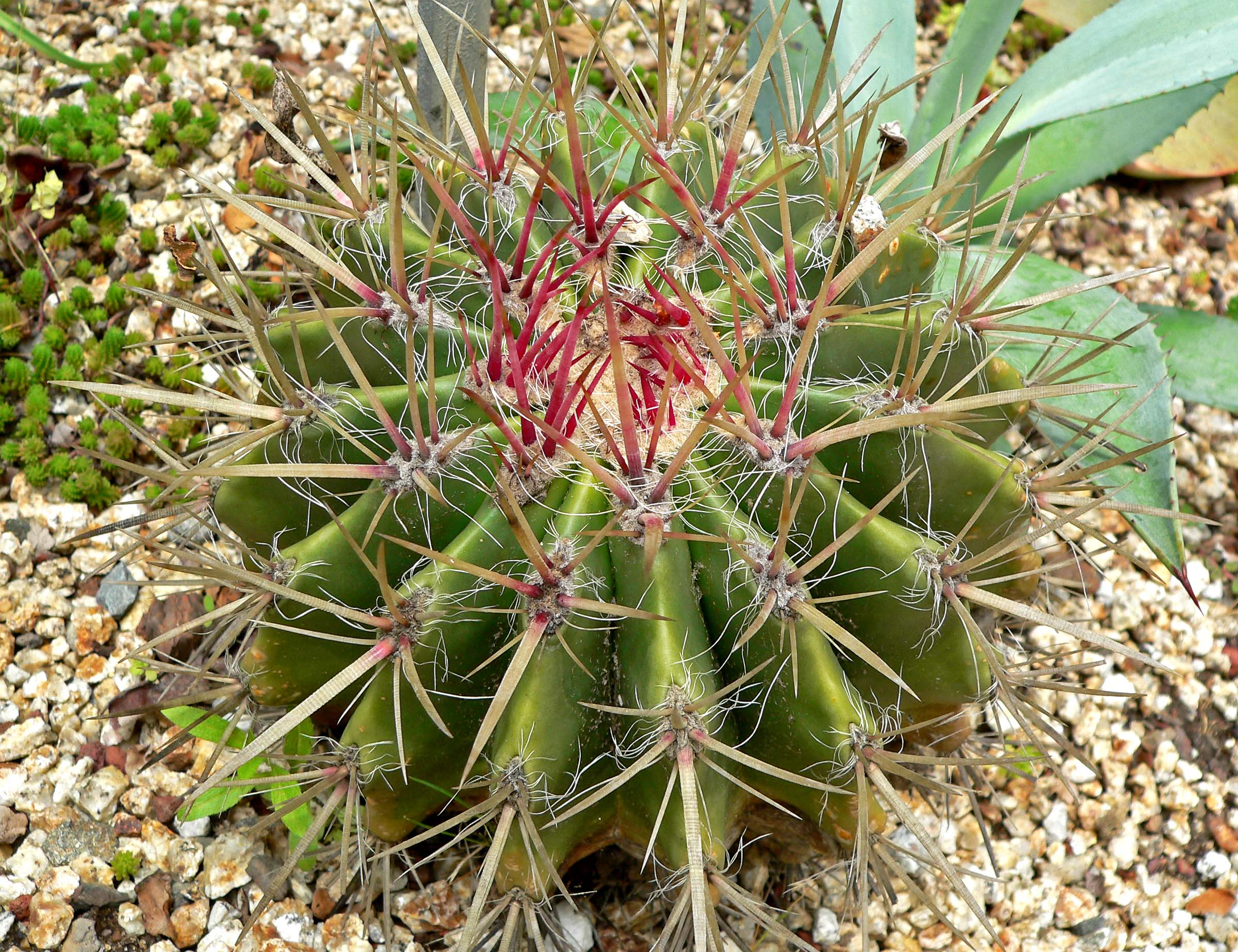
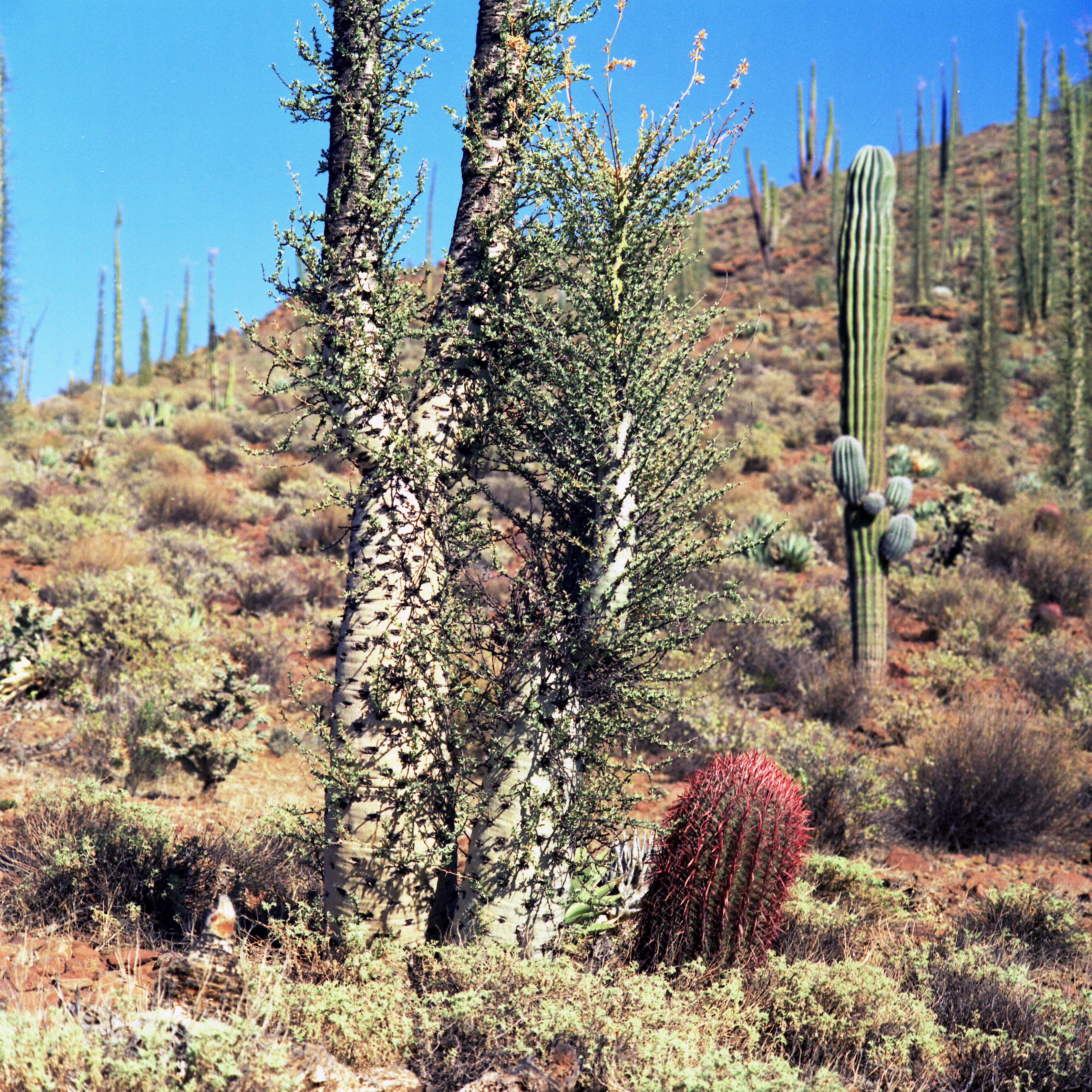
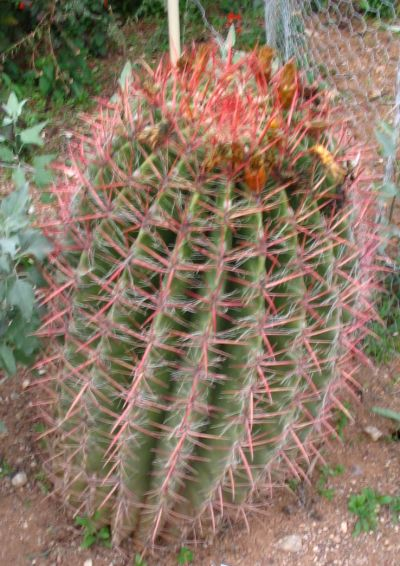
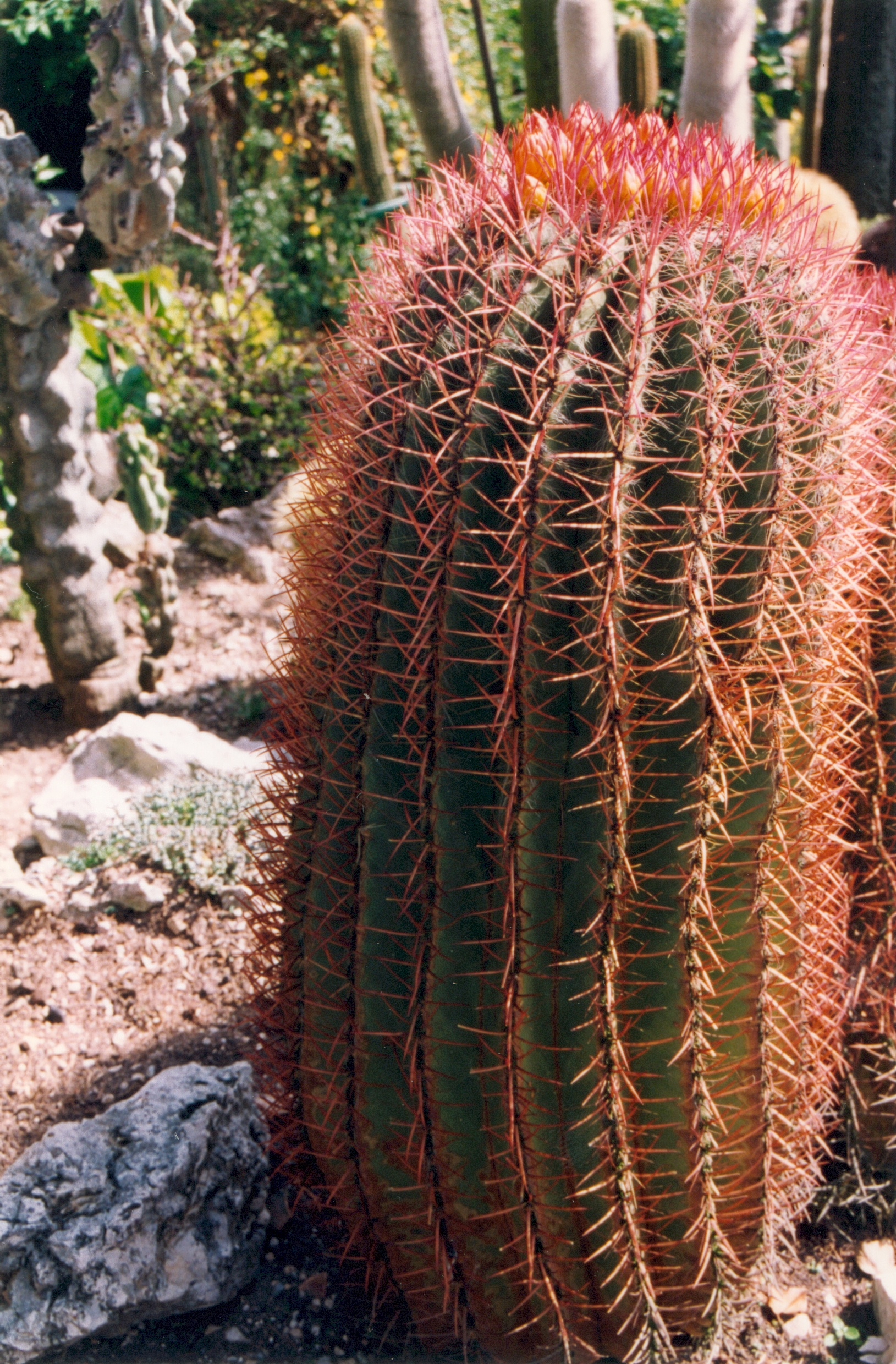